# Anita Tørring
Anita Tørring (ur. 19 stycznia 1979) – duńska lekkoatletka specjalizująca się w skoku o tyczce.

## Osiągnięcia
- liczne miejsca na podium w zawodach II ligi Pucharu Europy, w tym zwycięstwo w 2005
- reprezentantka kraju w mistrzostwach Europy oraz halowych mistrzostwach Europy
- wielokrotna mistrzyni Danii

## Rekordy życiowe
- skok o tyczce (stadion) - 4,23 (2008)
- skok o tyczce (hala) - 4,20 (2006)